# Martin Landau
Martin Landau /ˈlænˌdaʊ/ (20 tháng 6 năm 1928 – 15 tháng 7 năm 2017) là một diễn viên điện ảnh và phim truyền hình người Mỹ. Sự nghiệp của ông bắt đầu vào những năm 1950, với vai phụ trong North by Northwest (1959) của Alfred Hitchcock. Ông đóng vai trong loạt phim truyền hình Mission: Impossible (mà ông đã nhận được một số đề cử giải Emmy) và Space: 1999.
Ông đã được trao Giải Quả cầu vàng cho nam diễn viên điện ảnh phụ xuất sắc nhất và đề cử giải Oscar cho nam diễn viên phụ xuất sắc nhất cho vai Tucker trong Tucker: The Man and His Dream (1988); ông nhận thêm đề cử giải Oscar thứ hai cho diễn xuất trong Crimes and Misdemeanors (1989). Vai phụ Bela Lugosi trong Ed Wood (1994) mang về cho ông một giải Oscar, một giải Nghiệp đoàn diễn viên màn ảnh và giải Quả cầu vàng. Ông tiếp tục diễn xuất và đứng trong hàng ngũ của Actors Studio cho đến khi qua đời ngày 15 tháng 7 năm 2017, tại Trung tâm Y tế UCLA Ronald Reagan, California.